# Тирггель
Ти́рггель (нем. Tirggel — ист. «мелкое плоское печенье с рисунком») — швейцарское традиционное рождественское печенье наряду с брунсли и майлендерли. Тирггель — плоское, тонкое и очень твёрдое печенье с характерными рисунками на тёмно-коричневой поверхности. Благодаря способу его выпекания обратная сторона печенья остаётся светлой. Пряное печенье на сиропе из сахара с мёдом считается специалитетом кантона Цюрих. Тирггель потребляют крошечными кусочками, размачивая их на языке, чтобы медовая сладость полностью раскрылась, своеобразный тирггель называют в шутку «бастардом от печенья» и «несъедобной доской».
История тирггеля прослеживается до XV века: сохранилось судебное решение 1461 года, согласно которому цюрихская ведьма была замурована заживо за то, что «преломила» тирггель некоему мальчику, который вскоре умер. В те времена неизвестное печенье, как и табак, кофе и какао, вероятно считалось лекарством от любых телесных и душевных недугов, и мальчик скорее всего умер бы от болезни и без вмешательства ведьмы. Смертельный приговор вызвал не ужас, а интерес к таинственному тирггелю, который всем захотелось попробовать. К XVI веку тирггель стал традиционно праздничным печеньем с изображениями на библейские сюжеты или с фамильными гербами, для него требовались дорогостоящие продукты, оно не было общедоступным и выступало средством коммуникации. О тирггеле говорили: «Тот, кто тебе его даст, искренне любит тебя».
Секрет приготовления тирггеля состоит в правильной пропорции сахара и мёда, из которых сначала готовят сироп с розовой водой. Остывший раствор смешивают с мукой и пряностями (имбирь, анис и кориандр) в жёсткое, вязкое тесто. Его раскатывают ковром в 2,5 см толщиной, сворачивают на деревянном шесте, чтобы затем выложить в деревянные форму и прокатать валиком. Тирггель выпекают всегда одновременно на двух противнях: печенье на нижнем уровне сначала прогревается, а потом выпекается до коричневого цвета рисунка наверху при 350 °C, тирггель при этом скорее обжигается. Готовый тирггель разрезают нужной формы ещё горячим.